# Florence (Caroline du Sud)
Pour les articles homonymes, voir Florence (homonymie).
La ville de Florence (en anglais [ˈflɔrəns]) est le siège du comté de Florence, situé en Caroline du Sud, aux États-Unis.

## Description
Florence est l'une des principales villes de Caroline du Sud et la ville principale dans la région métropolitaine de Florence assise sur les deux comté de Florence et Darlington.
La population de la ville est en forte augmentation. Elle était 37 056 au recensement de 2010 et passe à 38 228 en estimation 2015. L'aire métropolitaine de Florence atteint 200 000 habitants.
Florence se trouve à 110 km à l'est-nord-est de Columbia, la capitale de l'État. Elle conserve son statut de plaque tournante, à la fois pour l'industrie et les infrastructures, tout en s'établissant comme un centre régional pour les affaires, la médecine, la culture et la finance.

## Démographie
| 1880  | 1890  | 1900  | 1910  | 1920   | 1930   |
| ----- | ----- | ----- | ----- | ------ | ------ |
| 1 914 | 3 395 | 4 647 | 7 057 | 10 968 | 14 774 |

| 1940   | 1950   | 1960   | 1970   | 1980   | 1990   |
| ------ | ------ | ------ | ------ | ------ | ------ |
| 16 054 | 22 513 | 24 722 | 25 997 | 29 842 | 29 813 |

| 2000   | 2010   | - | - | - | - |
| ------ | ------ | - | - | - | - |
| 30 248 | 37 056 | - | - | - | - |

## Source
- (en) Cet article est partiellement ou en totalité issu de l’article de Wikipédia en anglais intitulé « Florence, South Carolina » (voir la liste des auteurs).